# Kannappa
Kannappa era un devoto incondicional de Shiva y está estrechamente asociado con el Templo de Srikalahasteeswara. Era un cazador y se cree que se había arrancado sus ojos para ofrecerselos a Srikalahasteeswara linga, la deidad que preside el Templo de Srikalahasti.
También se le considera uno de los 63 Nayanars o santos, los devotos fieles de Shiva. Según las crónicas históricas, fue Arjuna de los Pandavas en su vida pasada.

## Nacimiento y vida
Kannappa Nayanar es también conocido como Thinnappan, Dinna, Kannappa, Tinnappan, Dheera, Bhakta Kannappa, Thinnan, Kannappan, Dinnayya, Kannayya, Kannappa Nayanar o Nayanmar, Kannan, Bhakta Kannappan y Dheeran. Nació en una familia de  vyadha o cazadores, hijo de Raja Naga Vyadha y su esposa en Uduppura, cerca de Sri Kalahasti, en el actual Utukkuru, Rajampet Andhra Pradesh. Es un antepasado de la actual comunidad Vettuvar. Su padre era un gerente notable entre su comunidad de cazadores y un gran devoto Shaiva de Sri Kartikeya. Sus padres lo llamaron Dinna o Dheera, que hoy en día los tamiles conocen como Thinnan o Dheeran respectivamente.

## Historia

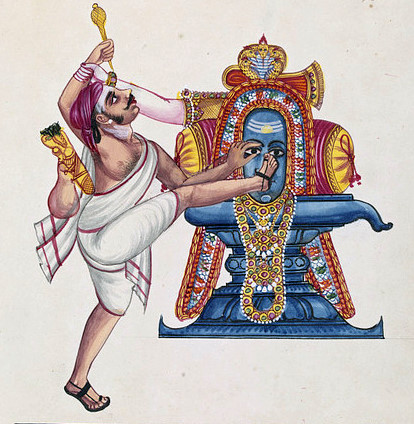
Kannappa fue detenido por Shiva mientras intentaba quitarse el segundo ojo

Dinna era un devoto incondicional del Vayu linga de Sri Kalahasti que encontró en el bosque mientras cazaba. Siendo un cazador, no sabía cómo adorar correctamente al Señor Shiva. Se dice que vertió agua de su boca sobre el lingam de Shiva que trajo del cercano río Swarnamukhi. También le ofreció al Señor Shiva cualquier animal que cazara, incluyendo carne de cerdo. Pero el Señor Shiva aceptó sus ofrendas ya que Thinnan era puro de corazón y su devoción era verdadera. Una vez, el Señor Shiva probó la devoción inquebrantable de Tinna. Con su poder divino, creó un temblor y los techos del templo comenzaron a caer. Todos los sabios huyeron de la escena excepto Dinna que cubrió el linga con su cuerpo para evitar que se dañara, por lo que fue nombrado después como Dheera o valiente.
Tinna notó que uno de los ojos del Shiva linga estaba rezumando sangre y lágrimas. Sintiendo que el ojo del Señor Sri Bhalanetra había sido herido, Dheera procedió a arrancarse un ojo con una de sus flechas y colocarlo en el lugar del ojo sangrante del Shiva linga. Esto detuvo la hemorragia en ese ojo del linga. Pero para complicar aún más las cosas, se dio cuenta de que el otro ojo del linga también ha empezado a rezumar sangre. Así que Tinna pensó que si él también se arrancaba el otro ojo se quedaría ciego para saber exactamente el punto donde tiene que colocar su propio segundo ojo sobre el segundo ojo sangrante del lingam. Así que puso su dedo gordo del pie en el linga para marcar el punto del segundo ojo sangrante y procedió a arrancar su otro y único ojo. Movido por su extrema devoción, el Señor Sri Priyabhakta apareció ante Dinna y le devolvió los dos ojos. Hizo a Dinna como uno de los Nayanmars y fue llamado como Kannappan o Kannappa Nayanar.
Cuando Arjuna estaba meditando en Sri Shiva para Pasupathastra, para probarlo Sri Shiva entró en ese bosque como un cazador de animales y debido a la guerra de palabras entre Sri Shiva y Arjuna,  tuvo lugar una batalla entre ambos y finalmente impresionado por los esfuerzos de Arjuna, Sri Mahashiva le dio el Pasupathasthra. Sin embargo, debido a su naturaleza jactanciosa de ser el guerrero más grande, nació de nuevo como devoto en el Kali Yuga como Kannappa Nayanar y finalmente consiguió la liberación.